# 卢森堡言论报
《卢森堡言论报》（德語：Luxemburger Wort，德語發音：[ˈlʊksm̩ˌbʊʁɡɐ vɔʁt]）是卢森堡的德语（少量卢森堡语和法语）日报。卢森堡言论报也有英文版，英文版名为《卢森堡时报》（Luxembourg Times）。卢森堡言论报於1848年创刊，是卢森堡的第一大报，日发行量7.7万份。该报由卢森堡天主教会主办，觀點偏向天主教會。